# Tatjana Sjtsjerbak
Tatjana Sergejevna Sjtsjerbak (Russisch: Татья́на Серге́евна Щерба́к, uitspr.: /tɐˈtʲjanə ɕːɪrˈbak/; Troedobelikovski, 22 oktober 1997) is een Russisch keeper die uitkomt voor Koebanotsjka Krasnodar. Daarnaast staat zij in het doel voor het nationale vrouwenelftal.
In augustus 2013 speelde Sjtsjerbak tegen Bosnië en Herzegovina haar eerste wedstrijd voor Rusland onder 17. Ze debuteerde in het Russische A-elftal in maart 2017, in een duel tegen de vrouwen van Portugal. In beide partijen wist zij haar doel schoon te houden en wonnen de Russinnen met 1–0. Sjtsjerbak werd door bondscoach Jelena Fomina aangewezen als eerste keeper van de nationale selectie op het Europees kampioenschap van 2017. Rusland moest reeds na drie wedstrijden in de groepsfase huiswaarts keren.
Het Russische Ministerie van Sport kende in 2016 aan Tatjana Sjtsjerbak de titel Meester in de sport toe.
1: Sjtsjerbak ·
2: Solodkaja ·
3: Kozjnikova ·
4: Sjejkina ·
5: Sjkoda ·
6: Karpova ·
7: Pozdejeva ·
8: Makarenko ·
9: Tsjolovjaga ·
10: Smirnova ·
11: Sotsjneva · 12: Beljajeva · 13: Belomyttseva · 14: Gasanova · 15: Danilova · 16: Fjodorova · 17: Pantjoechina · 18: Zijastinova · 19: Jek. Morozova · 20: Tsjernomyrdina · 21: Gritsjenko · 22: Kiskonen · 23: Jel. Morozova · Coach: Fomina